# Droga wojewódzka 892
Die Droga wojewódzka 892 (DW 892) ist eine 38 Kilometer lange Droga wojewódzka (Woiwodschaftsstraße) in der polnischen Woiwodschaft Karpatenvorland, die Zagórz mit Radoszyce verbindet. Die Strecke liegt im Powiat Sanocki.

## Streckenverlauf
Woiwodschaft Karpatenvorland, Powiat Sanocki
-  Zagórz (DK 84)
- Tarnawa Dolna
- Tarnawa
- Czaszyn
- Brzozowiec
- Kulaszne
-  Szczawne (DW 889)
- Rzepedź
- Jawornik
-  Komańcza (DW 897)
-  Radoszyce (DW 897)